# Комарово (Тюменская область)
Комарово — упразднённое село находившееся в подчинении Калининского административного округа городского округа город Тюмень Тюменской области. В 2013 году включено в состав города и исключено из учётных данных.
Делится на две части: Старое Комарово и Новое Комарово. Сохранилась улица-топоним Комаровская.

## География
Расположено на юго-востоке, за Окружной (Закалужской) дорогой Тюмени.
До бывшего села ходит автобус № 89 (остановка «Комаровская улица»).

## История
По местным рассказам деревню основал Комаров, пришедший из другой деревне. Он построил дом возле озера, а через несколько лет поселение новой деревни составляло уже 20—25 человек. К XVIII веку деревня уже существовала как полноценное сообщество.
Деревня Комарова обозначена на карте Тюменского округа 1865 года. На юго-западе от неё располагалась деревня Падерина, на юго-востоке деревня Патрушева. На востоке — деревня Ожогина.
Деревня Комарова входила в состав Успенской волости Тюменского уезда Тобольской губернии. На 1926 год была центром Комаровского сельсовета. Числилось 65 хозяйств.
В Советское время в деревне появился колхоз. После Отечественной войны появились: начальная школа, сельский клуб.
В новое время был построен на северо-востоке район Новое Комарово.

## Население
| 1989 | 2002 | 2010 |
| ---- | ---- | ---- |
| 136  | ↗182 | ↗235 |

На 1926 год в деревне числилось 278 человек (137 мужчин, 141 женщина). По национальности большинство русские, 2 чел. — поляки.

## Инфраструктура
Сейчас Старое Комарово представляет собой частный сектор с прудом (бывший карьер). С запада примыкает лес.
В 2015 году появились(переименованы) новые улицы: Воеводы Барятинского, 2-я Школьная и др.
Новое Комарово
К старому населённому пункту примыкает Новое Комарово: коттеджный (частный) посёлок, выполненный в одном архитектурном стиле. Новый район с тротуарами имеет улично-дорожное освещение, централизованное водоснабжение, водоотведение и газифицирован.
На бывших колхозных полях деревни Комарово построены многоэтажные ЖК: «Преображенский» и «Ямальский».

## Известные люди
- Комаров, Николай Васильевич (1831 — после 1875) — первый строитель Владивостока.